# 釋放調節劑
釋放調節劑(release modulator)或神經遞質釋放調節劑(neurotransmitter release modulator)是調節一種或多種神經遞質釋放的一種藥物。釋放調節劑的實例包括單胺釋放劑，例如取代的苯丙胺（誘導去甲腎上腺素、多巴胺和/或5-羥色胺的釋放）和釋放抑制劑，例如肉毒桿菌毒素A（通過滅活SNAP-25抑制乙醯膽鹼釋放，從而防止胞吐作用的發生）。